# Carl Philip de Suède
Pour les articles homonymes, voir Charles de Suède.
Titre
Prince héritier de Suède
13 mai – 31 décembre 1979
(7 mois et 18 jours)
Le prince Carl Philip de Suède (en suédois, Carl Philip av Sverige), duc de Värmland, né le 13 mai 1979 à Stockholm, est le deuxième enfant du roi Charles XVI Gustave et de la reine Silvia de Suède.

## Biographie
Baptisé le 31 août 1979, Carl Philip a pour parrains et marraines, son grand-oncle, le prince Bertil de Suède, le prince Léopold de Bavière, la reine Margrethe II et sa tante, la princesse Birgitte de Suède.[réf. souhaitée]
Après un passage dans l’armée suédoise, il a poursuivi des études artistiques.[réf. souhaitée]
En août 2012, il est attaqué par un inconnu, à la sortie d'une boîte de nuit à Cannes.
Il a entretenu une relation avec Emma Pernald, publicitaire suédoise, pendant une dizaine d'années. Le 5 mars 2009, le couple annonce sa séparation.

## Mariage

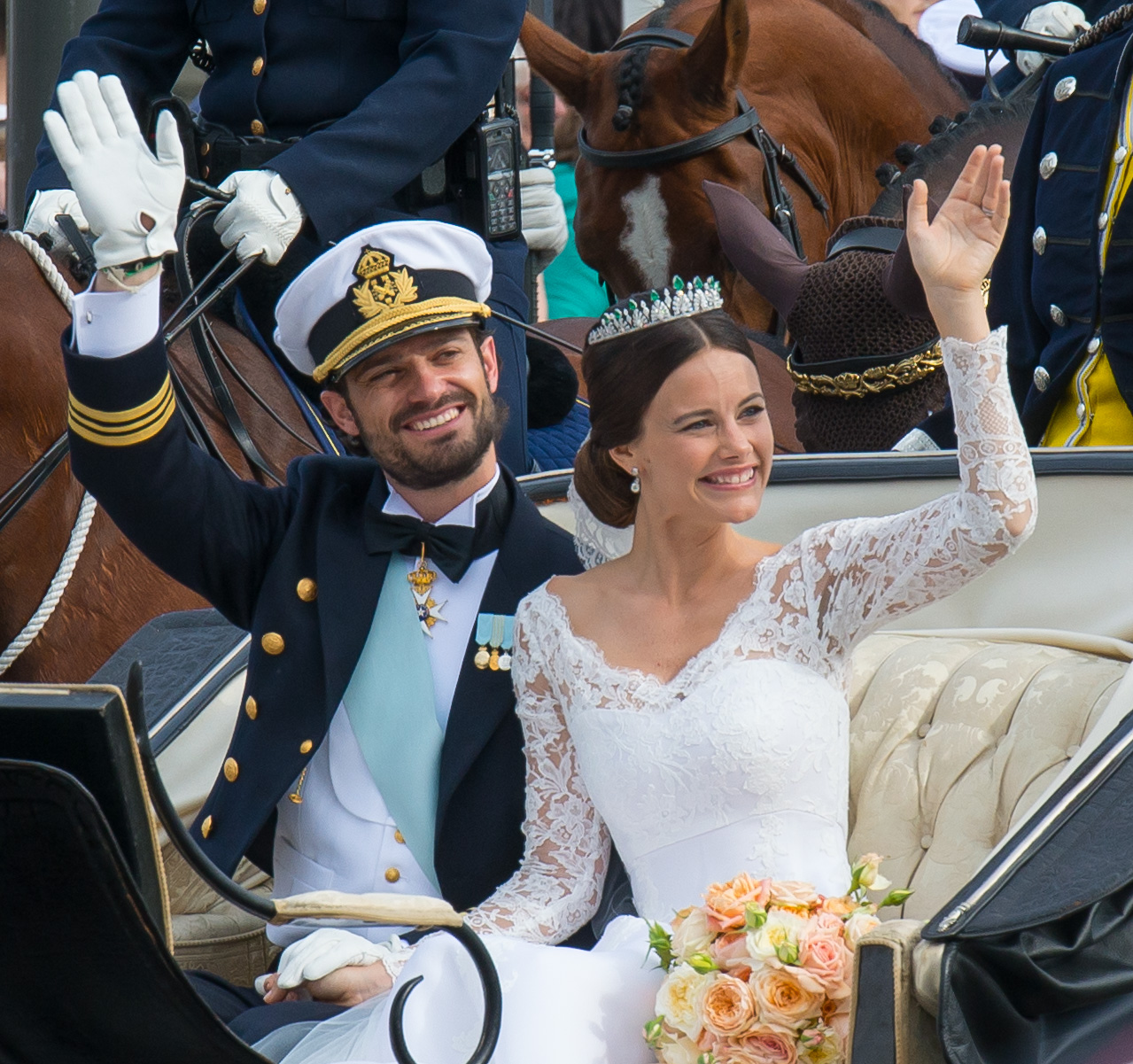
Le prince Carl Philip de Suède et Sofia Hellqvist après leur mariage.

À partir de 2010, il vit en couple avec sa compatriote, le mannequin Sofia Hellqvist.
Le 27 juin 2014, la Cour de Suède annonce leur prochain mariage.
Le 2 avril 2015, les services de presse de la Cour publient le monogramme du prince et sa fiancée, créé à l'occasion du futur mariage.
Le 13 juin 2015 à Stockholm, il épouse Sofia Hellqvist.

## Descendance
Le prince Carl Philip et la princesse Sofia ont quatre enfants :
1. le prince Alexander Erik Hubertus Bertil de Suède, prince de Suède et duc de Södermanland, né le 19 avril 2016 à Danderyd ;
2. le prince Gabriel Carl Walther de Suède, prince de Suède et duc de  Dalécarlie, né le 31 août 2017 à Danderyd ;
3. le prince Julian Herbert Folke, prince de Suède et duc de Halland, né le 26 mars 2021 à Danderyd ;
4. la princesse Ines Marie Lilian Silvia, princesse de Suède et duchesse de Västerbotten, née le 7 février 2025 à Danderyd.

Leurs deux premiers enfants, les princes Alexander et Gabriel sont nés tous deux portant la qualification d'altesse royale à la naissance. Cependant, à la suite d'un remaniement de la maison royale de Suède, le 7 octobre 2019, il est annoncé que les enfants de Carl Philip ainsi que ceux de la princesse Madeleine ne porteront plus le prédicat d'altesse royale. Leur troisième enfant est le premier né des petits-enfants à ne pas porter la qualification d'altesse royale à la naissance.

## Décorations

### Nationales
- Chevalier de l'ordre des Séraphins[7]
- Commandeur de l'ordre royal de l'Étoile polaire[8]
- Chevalier de l'ordre de Charles XIII

### Étrangères
- Grand-croix, 1re classe version spéciale de l'ordre du Mérite[9] (Allemagne)
- Grand-croix de l'ordre du Rio Branco[10] (Brésil)
- Grand-croix de l'ordre du Mérite civil d'Espagne[11]
- Grand-croix de l'ordre de la Rose blanche[12] (Finlande)
- Grand officier de la Légion d'honneur (France)[13]
- Grand-croix de l'ordre de l'Honneur (Grèce)[14]
- Grand-croix de l'ordre du Faucon[15] (Islande)
- Chevalier grand-croix de l'ordre du Mérite de la République italienne‎[16]
- Grand-croix de l'ordre de la Couronne (Pays-Bas)[17]
- Grand-officier de l'ordre du Mérite[18] (Tunisie)

## Titres et armoiries
À sa naissance, il devient prince héritier, mais la suppression de la primogéniture masculine, dans l'ordre de succession au trône, quelques mois plus tard, le relègue à la deuxième place, derrière sa sœur aînée, la princesse Victoria, qui devient alors, princesse héritière.
Il est quatrième dans l'ordre de succession au trône de Suède, depuis le 2 mars 2016, date de la naissance de son neveu, le prince Oscar, duc de Scanie, fils de la princesse héritière Victoria et du prince, Daniel.
Dans l’ordre de succession au trône britannique, pour lequel il apparaît au-delà de la 200e place, il devance cependant sa sœur aînée, la princesse Victoria et les enfants de celle-ci, puisque la primogéniture stricte, pour la succession au trône britannique, ne s'applique pas pour les héritiers nés avant le 28 octobre 2011.

### Titulature
- 13 mai 1979 – 1er janvier 1980 : Son Altesse Royale le prince héritier de Suède, duc de Värmland (naissance) ;
- Depuis le 1er janvier 1980 : Son Altesse Royale le prince Carl Philip, duc de Värmland.

### Armoiries

Monogramme du prince Carl Philip.
Armoiries du prince Carl Philip.